# 台北天后宮
25°02′34″N 121°30′23″E / 25.042793°N 121.506325°E

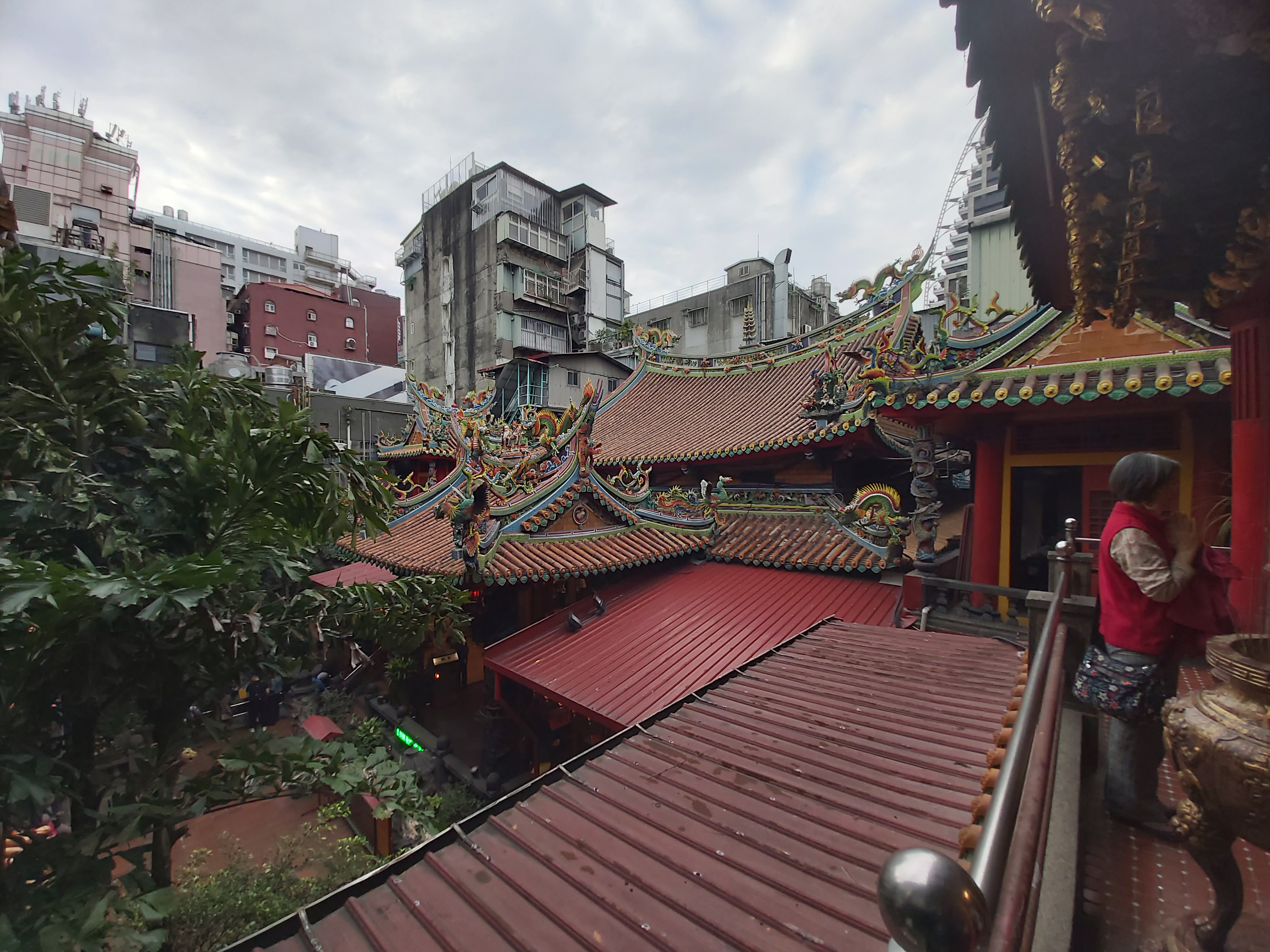
正殿屋簷

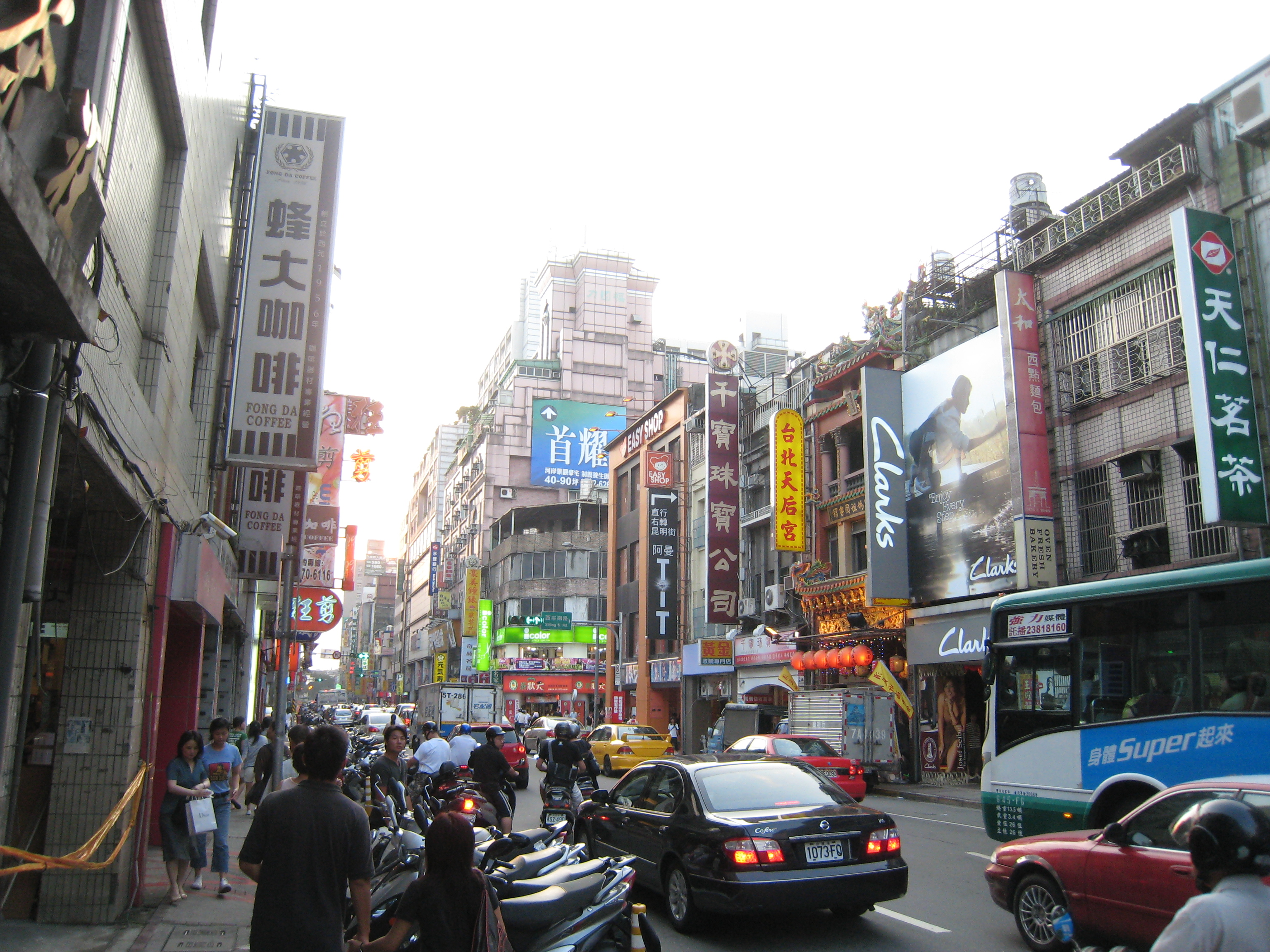
四周街景

臺北天后宮，原名艋舺新興宮，俗稱西門町天后宮、西門町媽祖廟，是位於臺灣臺北市萬華區的天后宮，主祀天后媽祖，廟址原為日本佛教真言宗之弘法寺。該廟前身新興宮肇建於清乾隆十一年（1746年），原址為艋舺直興街（今貴陽街與西園路交叉口，青山王館附近），1943年被日本政府徵收，檀越將神暫奉於艋舺龍山寺，1948年進駐西門町。
又該廟遷徙前曾與艋舺龍山寺和艋舺祖師廟並稱「艋舺三大廟門」，遷廟後，地方人士改稱艋舺龍山寺、艋舺祖師廟與艋舺青山宮為「艋舺三大廟門」，或者把龍山寺、祖師廟、青山王館與本廟直接合稱為「艋舺四大廟」:20。

## 沿革

### 建廟由來

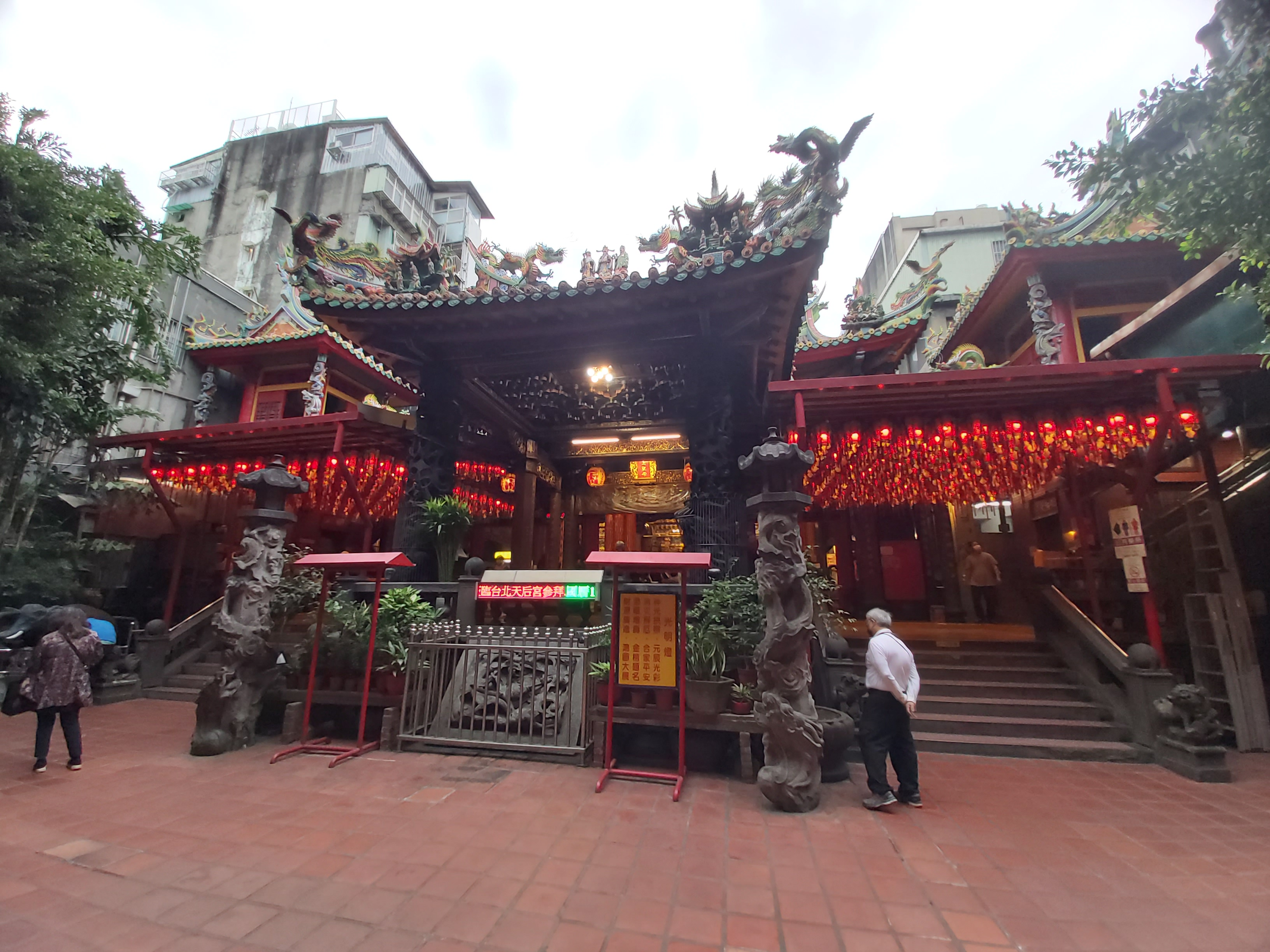
正殿

台北天后宮的前身是「艋舺新興宮」，根據《淡水廳志》的記載，興建於乾隆十一年（1746年）:20:24。該廟為番薯市街（後改為「歡慈市街」，在貴陽街一帶）的重要廟宇，建廟後市街即以此為中心往東、北發展:20:24。而關於媽祖的由來，一說是兩百多年前，有一唐山船至臺灣行商，便將船上由唐山迎來之海神媽祖神像，請到艋舺街上奉祀香火:22:26。事畢，船主起帆回程時行進艱難，遂請神諭，知是媽祖有意留臺濟民，因此再度將神像請回艋舺，之後由當地行船業者合力於番薯市街興建廟宇:22:26。而廟名則因為臺北地區發展始自新莊，艋舺相對而言屬於「新興」發展地區，故命名為「新興宮」:23:26。而除了上述說法之外，另有新興宮媽祖分香自湄洲天后宮，或是新莊天后宮（今 新莊慈祐宮），或從河流漂流所得的說法:24:27。
而關於建廟年代，在《臺灣日日新報》上，則另外出現過五種版本的說法:27：
| 建廟年代             | 刊登日期      | 備註                                                             |
| -------------------- | ------------- | ---------------------------------------------------------------- |
| 康熙末年             | 1908年7月21日 | 說是開臺紀念之廟                                                 |
| 康熙廿七年（1688年） | 1918年2月5日  |                                                                  |
| 乾隆六年（1741年）   | 1920年5月9日  |                                                                  |
| 乾隆壬子年（1792年） | 1921年4月30日 | 即乾隆五十七年。                                                 |
| 雍正十年（1732年）   | 1935年7月25日 | 報載當時新興宮正準備建廟203年慶，以此推算出雍正十年（1732年）:28 |

### 發展
乾隆四十五年（1780年），艋舺仕紳、商行在新興宮右側立「添建艋舺大渡碑記」（現存國立臺灣博物館），紀念林成祖等人捐錢興建大渡以便渡河，此外還記載說渡河的規費會捐給新興宮當香油錢:31。而在嘉慶十八年（1813年）時，新興宮發生火災，道光五年（1825年）重修:25:14。
進入日治時期後不久，於明治廿九年（1896年）成立了大日本臺灣佛教會，本部便設於「艋舺媽祖宮」（新興宮）內:34。之後新興宮內又設置了國語傳習所，曹洞宗從軍佈教使佐佐木珍龍又在廟中設立了慈惠醫院:34。此外根據《臺灣日日新報》的記載，艋舺的壯丁團事務所就設在新興宮內，而且當地的治安狀況似乎不好，廟裡的住持曾經被騙兩次:34。又根據日方的調查資料，當時新興宮土地面積有160多坪（建築面積127坪），顯見具有相當規模:24。
二次大戰爆發後，日本官方於昭和十八年（1943年）以開闢防空道路為由，徵收土地，拆除新興宮，信徒遂將神像及神器暫奉於艋舺龍山寺後殿:25:36。《台北天后宮的歷史》一書認為艋舺新興宮跟大稻埕慈聖宫可能是因為未依附日本佛教宗派（如曹洞宗等），又是漢人信仰中心而被日本官方以開路為由拆除:37。
二次大戰結束，國民政府接收臺灣，日本人奉盟軍命令引揚歸國，弘法寺被接手的陳宗坦改為「慈光禪寺」，但後來於民國37年（1948年）6月被當時的臺北市教育局長黃啟瑞以管理不善為由撤換，並將寺院建築轉給新興宮使用:51。此外另有說法認為戰後該寺由臺北市教育局接管後，經新興宮信徒爭取才將弘法寺改為新興宮；又有說法認為是教育局長黃啟瑞為讓媽祖有所奉祀，提供「法華寺」（在西寧南路上）與「弘法寺」讓信徒選擇，而信徒認為法華寺坐西朝東與新興宮舊廟坐北朝南不同，遂選擇弘法寺:32、33。新興宮信徒之後在該年（1948年）7月7日從龍山寺後殿將媽祖送到「慈光禪寺」（弘法寺）:51:33。然而此一將佛寺轉由傳統信仰庙宇使用的做法，引起佛教界的不滿，中國佛教會臺灣省分會即在民國37年（1948年）年底向諸多單位寄出陳情信函，但最後在經過行政訴訟後，判決黃啟瑞勝訴:52、53。
原本該廟仍以「新興宮」為廟名，但在民國41年（1952年）8月以擲筊方式取得媽祖神示，將廟名改為「台灣省天后宮」:34。次年（1952年）12月20日上午，因國際聯誼社裡面的雪園中菜部失火，延燒至天后宮，導致原弘法寺建物與清朝留下來的文物遭到燒毀，僅有神像等部分文物被搶救出來:34、35:54。礙於經費問題，火災後僅以木板搭蓋簡陋廟宇，民國48年（1959年）11月29日才配合媽祖一千年聖誕紀念活動募款重建正殿:55:35。民國56年（1967年）因台北市由省轄市升格為院轄市，故改稱「台北天后宮」:57:35。
民國96年（2007年）該廟主辦「北臺灣媽祖文化節」，邀請北臺灣各縣市代表性媽祖廟到此會香:58。

## 奉祀神祇
- 正殿
  - 天上聖母、千里眼、順風耳台北天后宮正殿神龕台北天后宮玉皇殿建築
  - 左龕：觀音佛祖、註生娘娘
  - 右龕：關聖帝君、文昌帝君、孚佑帝君
- 左側殿：弘法大師、地藏王菩薩
- 右側殿：福德正神、虎爺

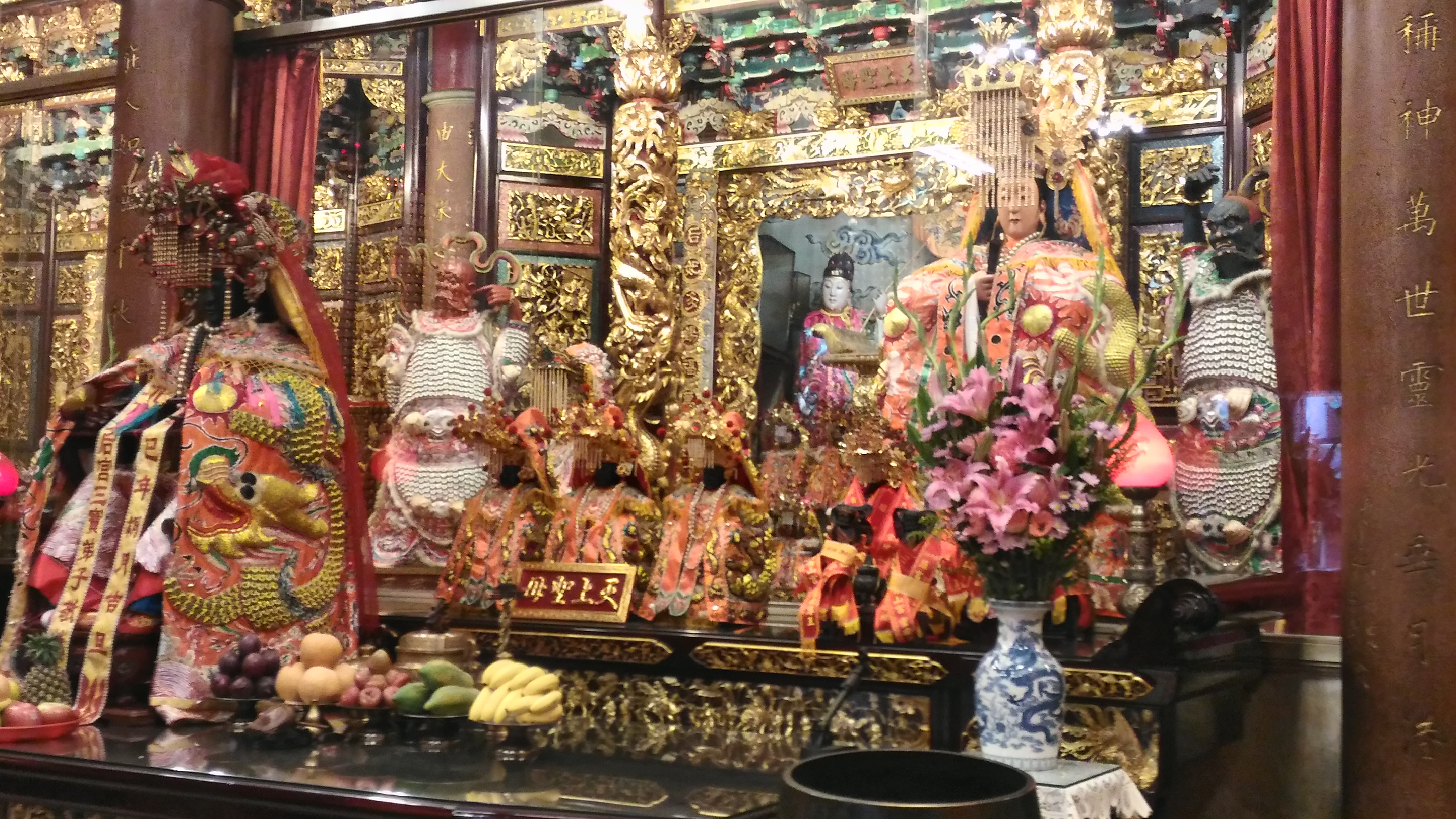
台北天后宮正殿神龕

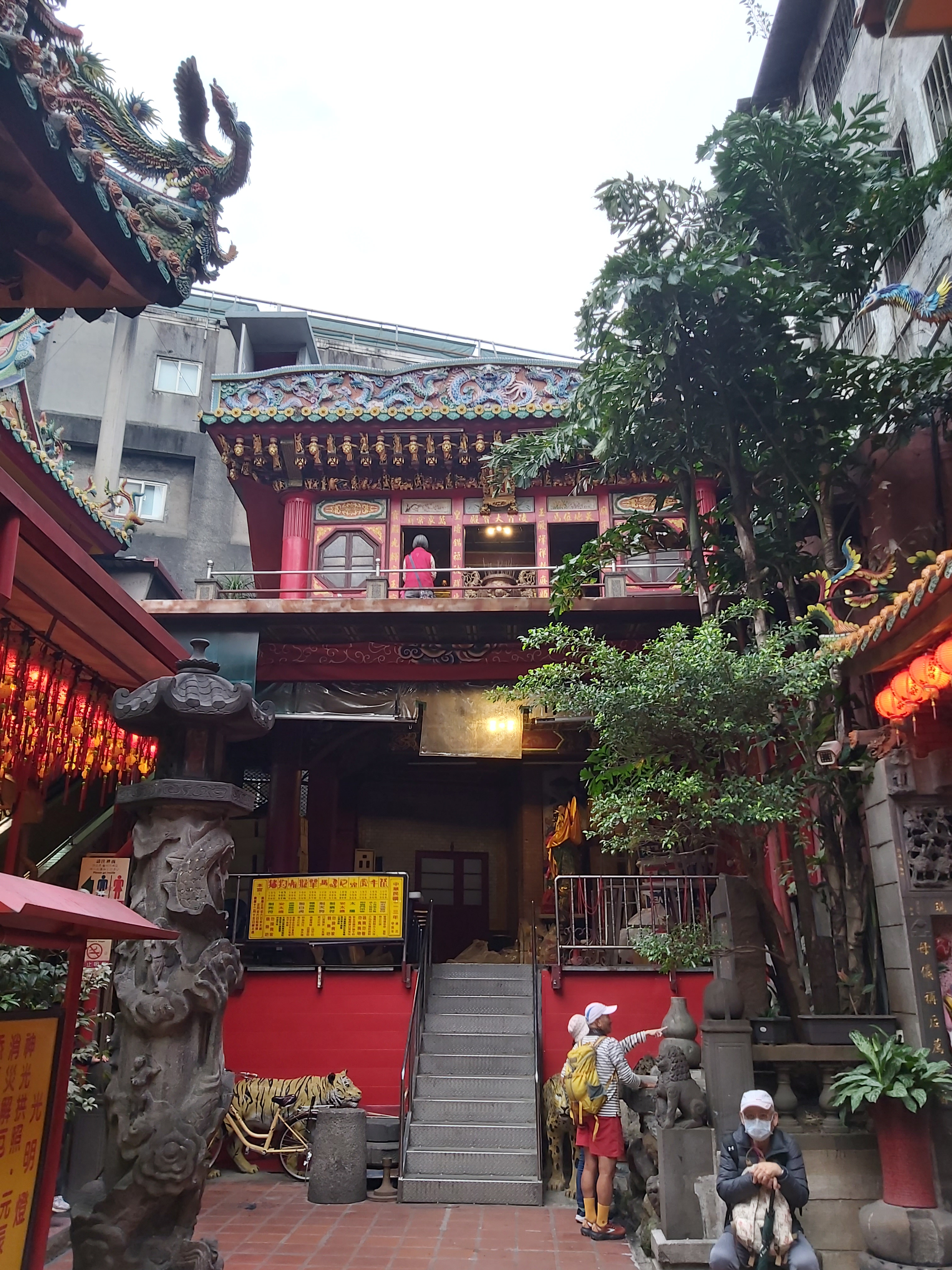
台北天后宮玉皇殿建築

- 玉皇殿：玉皇大帝、三官大帝、太陽星君、太陰星君

- 正殿天上聖母神龕
- 正殿觀音菩薩神龕
- 正殿關聖帝君神龕
- 側殿地藏王菩薩神龕
- 側殿福德正神神龕
- 玉皇殿

### 弘法大師

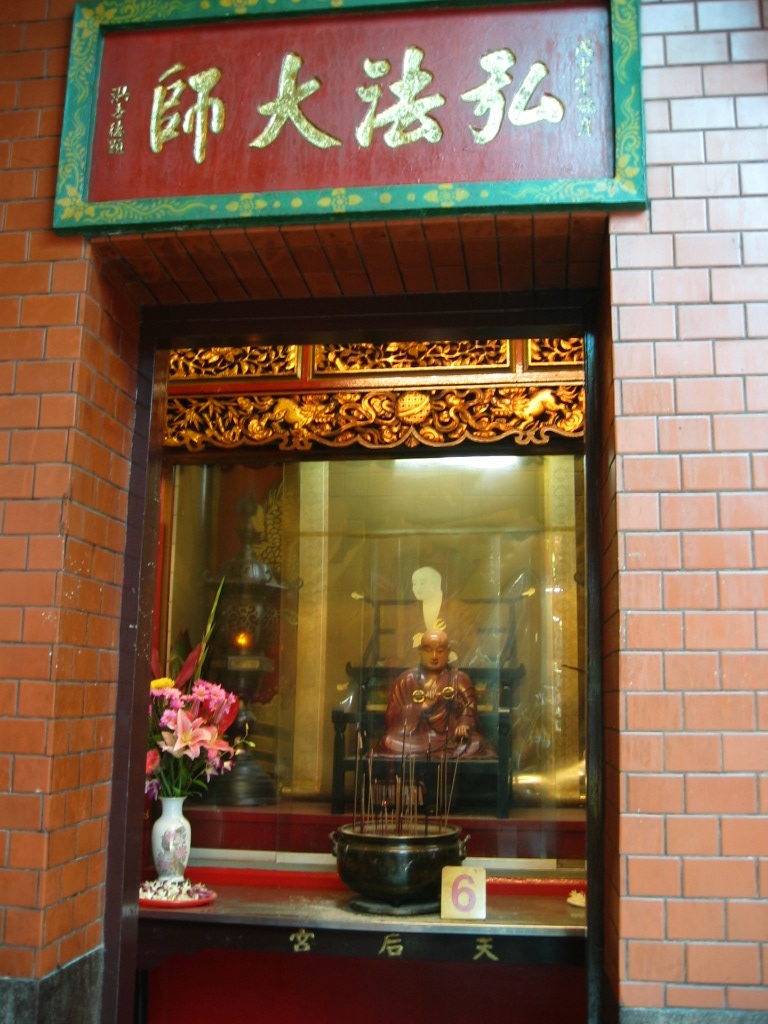
天后宮中的弘法大師

據說原本該廟遷入弘法寺舊址時，尚無供奉弘法大師，是後來信眾受到弘法大師託夢，才於左側殿供奉:45。天后宮除了在左側殿祀奉弘法大師空海像之外，另在殿外水池旁有一尊弘法大師的石雕:80、81。左側殿中的弘法大師雕像為坐姿，背後有一幅弘法大師畫像，殿外的弘法大師石像為立姿，頭戴斗笠，左手持缽，右手持杖。
而因為現址前身弘法寺是高野山真言宗臺灣總本山，且有供奉弘法大師，故1973年以來日本高野山金剛峰寺和東京別院在每年10月到12月間都輪流派遣僧侶到臺北天后宮，舉行朝聖禮佛法會:45:70。因平日供奉弘法大師處空間略小，所以此時候會將弘法大師像移到正殿以利法會進行:70。

## 宗教活動
不只於神明聖誕，台北天后宮於週日以外的每天上午9點，都有約40分鐘的誦經，包括佛教與道教經典:64、65。而該廟每年有三次遶境活動，首先是農曆三月廿一因媽祖聖誕而舉行的繞境活動，範圍包括西門町與艋舺，而且會經過新興宮舊址:65。另外十月二日則會在艋舺晉德宮神明聖誕時，基於交陪關係而會配合遶境:65。十月廿二萬華地區大拜拜時，會前往艋舺青山宮配合遶境:65。而除了遶境之外，在媽祖誕辰、中元節與秋季均會舉行法會:66。

## 台北新四國遍路八十八所石佛起點
| 第1番 | 竺和山 | 靈山寺 | 釋迦如來   | 西門町弘法寺 |
| 第2番 | 日照山 | 極樂寺 | 阿彌陀如來 | 西門町弘法寺 |

另一間稱為臺北天后宮的媽祖廟，是清德宗光緒14年（1888年）臺灣巡撫劉銘傳所建的臺北大天后宮，在日本明治44年（1911年）遭遇強烈颱風侵襲倒塌以致無法修復，故於大正元年（1912年）拆除改建為新公園中的水池，而媽祖神像被迎至三芝福成宮供奉。

### 腳註
1. ↑  .   [2017-02-07]. （原始内容存档于2019-06-02）.
2. ↑  .   [2017-10-08]. （原始内容存档于2017-10-08）.
3. ↑  .   [2017-10-08]. （原始内容存档于2020-12-31）.
4. 1 2 3 4 5 6 7 8 9 10 11 12 13 14 15 16 17 18 19 20 21  王美文 編著.  第二版第二刷. 台北天后宮管理委員會. 2010-06. ISBN 978-986-81193-1-4.
5. 1 2 3 4 5 6 7 8 9 10 11 12 13 14 15 16 17 18 19 20 21 22 23 24 25 26 27 28 29 30 31 32 33 34 35 36 37  王世燁、許嘉文. . 台北天后宮管理委員會. 2011-04-25. ISBN 978-986-81193-2-1.
6. ↑  陳其南、王尊賢，《消失的博物館記憶：早期臺灣的博物館歷史》ISBN：978-986-02-1758-2，國立臺灣博物館，79頁

## 外部連結
- 官方网站
- 台北天后宮的Facebook專頁
- 臺北天后宮-臺北旅遊網